# Scritti Politti
Scritti Politti je anglická hudební skupina založená ve městě Leeds roku 1977. Své první album nazvané Songs to Remember kapela vydala roku 1982 a vedle členů skupiny na něm hrál například Robert Wyatt. Druhé album Cupid & Psyche 85 vyšlo o tři roky později a hráli na něm například Robert Quine a Marcus Miller. Roku 1986 nahrál píseň „Perfect Way“ od této skupiny americký trumpetista Miles Davis (vyšla na jeho albu Tutu, na němž se podílel i Marcus Miller). Davis hrál později jako host i na třetím albu kapely Scritti Politti nazvaném Provision.

## Diskografie
- Songs to Remember (1982)
- Cupid & Psyche 85 (1985)
- Provision (1988)
- Anomie & Bonhomie (1999)
- White Bread Black Beer (2006)